# Niewieżkino (obwód orenburski)
Niewieżkino (ros. Невежкино) – wieś (sieło) w Rosji, w obwodzie orenburskim, w rejonie tockim. W 2010 liczyła 301 mieszkańców.